# Монарх-довгохвіст
Монарх-довгохвіст (Terpsiphone) — рід горобцеподібних птахів родини монархових (Monarchidae). Представники цього роду мешкають в Азії і Африці.

## Опис
Монархи-довгохвости — це невеликі птахи, середня довжина яких становить 15-22 см, а вага 12-23 г. Більшості видів притаманний виражений статевий диморфізм. У самців монархів-довгохвостів хвіст довгий, з видовженими центральними стерновими перами, довжина яких у самців сан-томейського монарха-довгохвоста становить 195 мм, а у самців азійського монарха-довгохвоста становить 412 мм. Дослідники припускають, що такі довгі хвости є наслідком статевого добору, коли самиці вибирають самців за довжиною хвоста. Однак у кобальтових і заїрських монархів-довгохвостів хвости не такі довгі. У більшості видів хвости є довшими за крила, навіть у самиць.
Монархи-довгохвости мають переважно руде, біле і чорне забарвлення, іноді синє або бордове. У деяких видів на голові є чуб, у деяких видів, зокрема у мадагаскарського монарха-довгохвоста, забарвлення самців існує в кількох морфах. Дзьоби у монархів-довгохвостів сірі або блакитнуваті, середньої довжини, широкі, вигнуті на кінці, оточені жорсткими щетинками. Внутрішня частина дзьоба є яскраво-жовтою або зеленою. Навколо очей є тонкі сині кільця, більш виражені у деяких видів, зокрема у рудих монархів-довгохвостів.

### Вокалізація
Монархи-довгохвости можуть видавати різноманітні звуки, від пісень і посвистів до різких криків. У азійських видів спів менш складний. Наприклад, у чорних монархів-довгохвостів від являє собою серію з тробх посвистів, що повторюються. У африканських видів пісні складніші і, у випадку широко поширених видів, різняться географічно. Крики, як правило, прості і різкі.

## Поширення і екологія
Найбільше монархів-довгохвостів мешкають в Субсахарській Африці, на Індійському субконтиненті, в Південно-Східній і Східній Азії. Деякі види монархів-довгохвостів досягають Центральної Азії і Російського Далекого Сходу. Також деякі види монархів-довгохвостів мешкають на островах Індонезії і Філіппін, на Тайвані, в Японії, а також на Мадагаскарі, Маскаренських і Сейшельських островах в Індійському океані та на островах Сан-Томе, Біоко і Аннобон в Гвінейській затоці.
Монархи-довгохвости живуть в різноманітних природних середовищах, зокрема у вологих рівнинних і гірських тропічних лісах, в сухих тропічних лісах, рідколіссях і саванах, галерейних і широколистяних лісах, бамбукових заростях і садах. Більшість видів ведуть переважно осілий спосіб життя, однак деякі є перелітними. Так, чорні монархи-довгохвости гніздяться на Кореї і в Японії, а восени мігрують на острови Філіппінського архіпелазу, в Малайзію і на Суматру.

## Поведінка
Монархи-довгохвости живляться різноманітними комахами, яких ловлять в польоті. Іноді вони приєднуються до змішаних зграй птахів: так, мадагаскарські монархи-довгохвости регулярно зустручаються в зграях разом з сірими лемурками.
Які і інші представники родини монархових, монархи-довгохвости є моногамними і, як правило, територіальними птахами, хоча іноді птахи можуть гніздитися поряд і разом захищати гнізда від хижаків. Самиці вибирають самців за довжиною хвоста, що є формою статевого добору, який зазвичай спостерігається у полігамних, а не у моногамних птахів. Гнізда монархів-довгохвостів мають чашоподібну форму, розміщується на висоті від 1 до 3 м над землею, в розвилці між гілками. Насиджують переважно самиці.

## Види
Виділяють сімнадцять видів:
- Монарх-довгохвіст заїрський (Terpsiphone bedfordi)
- Монарх-довгохвіст темногрудий (Terpsiphone rufocinerea)
- Монарх-довгохвіст іржастий (Terpsiphone rufiventer)
- Монарх-довгохвіст анобонський (Terpsiphone smithii)[11]
- Монарх-довгохвіст конголезький (Terpsiphone batesi)
- Монарх-довгохвіст африканський (Terpsiphone viridis)
- Монарх-довгохвіст азійський (Terpsiphone paradisi)
- Terpsiphone affinis[12]
- Terpsiphone floris[13]
- Монарх-довгохвіст амурський (Terpsiphone incei)[14]
- Монарх-довгохвіст чорний (Terpsiphone atrocaudata)
- Монарх-довгохвіст кобальтовий (Terpsiphone cyanescens)
- Монарх-довгохвіст рудий (Terpsiphone cinnamomea)
- Монарх-довгохвіст сан-томейський (Terpsiphone atrochalybeia)
- Монарх-довгохвіст мадагаскарський (Terpsiphone mutata)
- Монарх-довгохвіст сейшельський (Terpsiphone corvina)
- Монарх-довгохвіст маскаренський (Terpsiphone bourbonnensis)

## Етимологія
Наукова назва роду Terpsiphone походить від сполучення слів дав.-гр. τερψι — той, хто насолоджується, радується і φωνη — голос.